# 尹明华
尹明华（1954年11月—2021年3月22日），男，汉族，江苏高邮人，中华人民共和国新闻工作者，研究生学历，高级编辑，教授，博士生导师。曾任中共十七大代表，中共上海市第八次、第九次、第十次代表大会代表；上海市第十三届、第十四届人大代表；上海市第十四届人大侨民宗委员会、外事委员会副主任委员，法制委员会委员。

## 生平
1984年从静安区业余大学毕业，进入上海人民广播电台工作，先后任新闻编辑、副科长、科长。1992年后任上海东方广播电台副台长、上海人民广播电台副台长。1998年起任中共上海市委宣传部新闻出版处处长、秘书长、上海市新闻高级职称评审委员会主任。2003年起任解放日报党委书记、总编辑，解放日报报业集团党委书记、社长。2004年获中欧国际工商学院硕士学位。2006年任中华全国新闻工作者协会副主席。2014年1月任复旦大学新闻学院院长，至2018年4月不再担任。
2021年3月22日7时18分，因病医治无效，在华东医院逝世，享年66岁。

## 荣誉
尹明华于2009年获国务院特殊津贴，2007年被评为上海领军人才，2010年被评为国家新闻出版领军人才。获首届韬奋新闻奖提名、上海韬奋新闻奖。